# اس.ام. ۱ ای۳
اس. ام. ۱ ای۳ (به انگلیسی: Salmson-Moineau_S.M.1) یک هواگرد ملخ‌پیشین تک‌موتوره از نوع شناسایی ساخت شرکت Salmson-Moineau است. هواگرد اس.ام. ۱ ای۳ نخستین پروازش را در ۱۹۱۶ میلادی انجام داد. در مجموع، تعداد ۱۵۵ فروند از این هواگرد ساخته شده‌است.
طراح این هواگرد، René Moineau بود.